# 김용원 (1935년)
김용원(金鏞元, 1935년 11월 10일 - 1975년 4월 9일)은 인혁당 사건 희생자이다. 사형 당시 40세였으며, 경기여자고등학교 교사였다.

## 생애
- 1935년 11월 10일 경상남도 함안군 군북면 수곡리 출생.
- 서울대학교 물리학과 졸업.
  - 서울대 민통련 대의원. (4.19 이후 서울대 학생민통련 참가)
- 1964년 동양중고 교사. 소위 1차 인혁당 사건으로 연행. 조사받고 나옴.
- 1974년 4월 인민혁명당 재건단체 사건으로 구속. 당시 경기여고 교사
- 1975년 4월 8일 대법원에서 사형확정.(대통령 긴급조치 위반, 국가보안법 위반, 내란예비음모, 반공법 위반)
- 1975년 4월 9일 사형집행.

## 같이 보기
- 민청학련 사건
- 인혁당 사건
- 긴급조치